# Ignacio Milam Tang
Ignacio Milam Tang (Evinayong, 20 de junio de 1940) es un político ecuatoguineano, que ocupó el cargo de primer ministro. Es miembro del Partido Democrático de Guinea Ecuatorial (PDGE). Desde mayo de 2012 hasta junio de 2016 se desempeñó como primer vicepresidente del país.
Entre 2006 y 2008 fue nombrado embajador de su país en España. Actualmente se desempeña como presidente del Consejo de la República de Guinea Ecuatorial.

## Biografía
Es miembro del grupo étnico fang. Fue ministro de Justicia y Culto de 1996 a 1998, luego ministro de Juventud y Deportes de 1998 a 1999. En 1999 fue elegido vicepresidente segundo de la Cámara de los Representantes del Pueblo y permaneció en ese puesto hasta ser nombrado vice primer ministro en el Gobierno del primer ministro Cándido Muatetema Rivas el 26 de febrero de 2001. Después de dos años como vice primer ministro, fue nombrado ministro de Estado y secretario general de la Presidencia el 11 de febrero de 2003. Se anunció el 10 de enero de 2006 que había sido nombrado embajador de Guinea Ecuatorial en España; sirvió como tal hasta julio de 2008.
Tang fue nombrado primer ministro de Guinea Ecuatorial por el presidente Teodoro Obiang el 8 de julio de 2008, en sustitución de Ricardo Mangue Obama Nfubea. Cerca de la mitad de los miembros del Gobierno anterior fueron mantenidos en el Gobierno de Milam Tang, a pesar de las duras críticas de Obiang al anterior gobierno. En el momento de su nombramiento, Tang fue considerado un partidario de estrechas relaciones con España.
Tras la reelección de Obiang en las elecciones presidenciales de noviembre de 2009, Milam Tang y su gobierno dimitieron el 12 de enero de 2010, como estaban legalmente obligados a hacer. Obiang volvió a nombrar a Tang como primer ministro el mismo día.
Renunció a su cargo de primer ministro el 18 de mayo de 2012 y fue sustituido por Vicente Ehate Tomi el 21 de mayo de 2012. Fue trasladado al cargo de primer vicepresidente el mismo día, mientras que el hijo de Obiang, Teodoro Nguema Obiang Mangue comenzó a fungir como segundo vicepresidente.
El 22 de junio de 2016, Obiang Mangue le sustituyó como primer vicepresidente. Actualmente se desempeña como presidente del Consejo de la República. Hasta 2018 se desempeñó como miembro del Senado de Guinea Ecuatorial.